# Lange Brücke 1

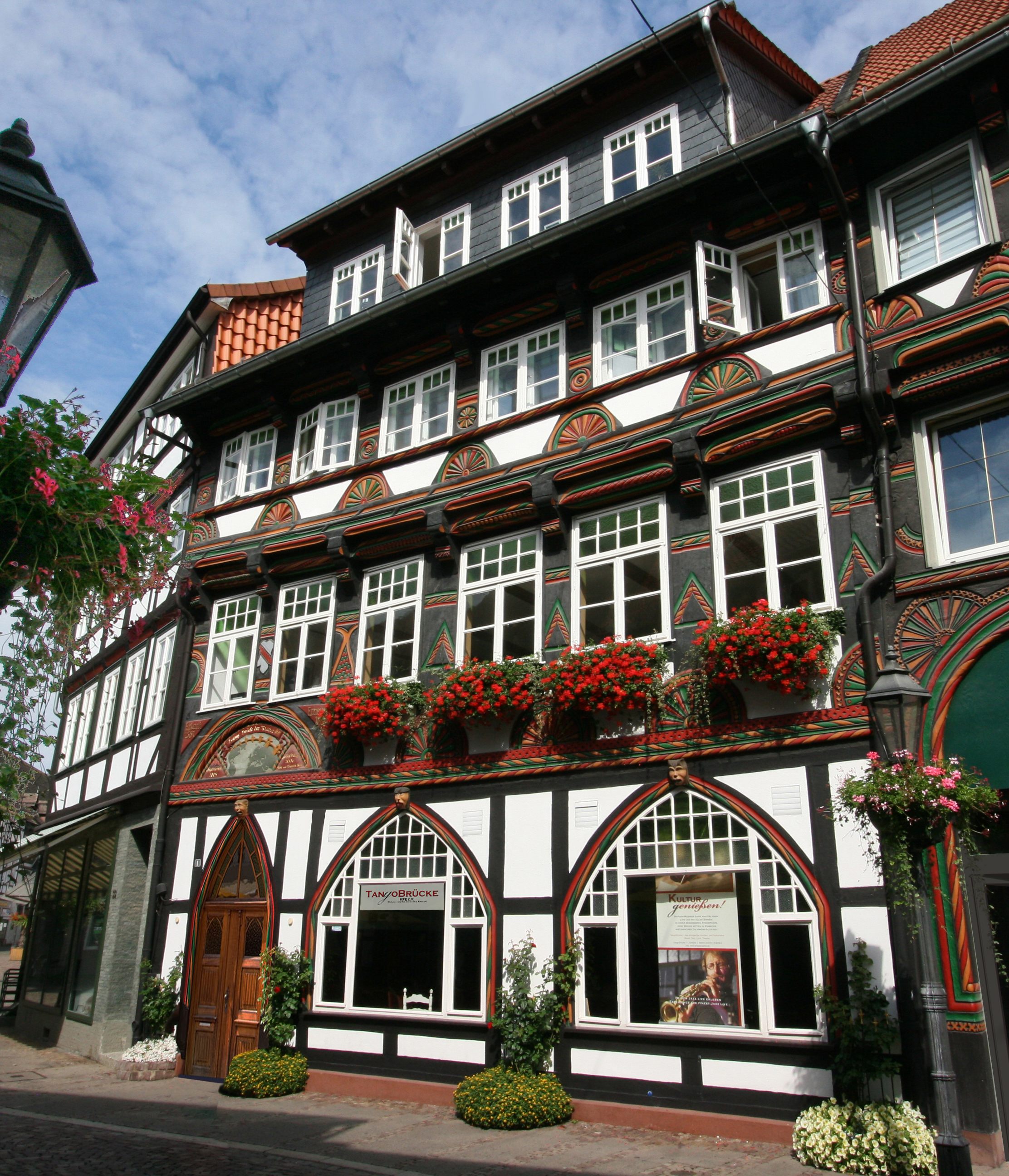
Denkmalgeschütztes Haus Lange Brücke Nr. 1

Das Haus  in der Lange Brücke 1 ist ein denkmalgeschütztes Haus in der niedersächsischen Stadt Einbeck.

## Architektur des Gebäudes
Das denkmalgeschützte, kunstvoll verzierte historische Fachwerkhaus, dessen Fassade eine reich geschnitzte Ornamentik ziert, wurde 1557 erbaut und 1910 renoviert. Nach einer Explosion in einem Nachbarhaus im Jahr 2005 wurde der Dachstuhl durch Feuer völlig zerstört. Von 2006 bis 2007 wurde das Gebäude wieder aufgebaut.
Das Haus ist ein ehemaliges Gasthaus, über dem Wohnungen eingerichtet waren.
Der mit Kronleuchtern ausgestattete Veranstaltungsraum bietet heute Platz für bis zu 90 Besucher. Zudem verfügt das Haus im ersten und zweiten Stock über vier Gästezimmer.

## Aktuelle Nutzung

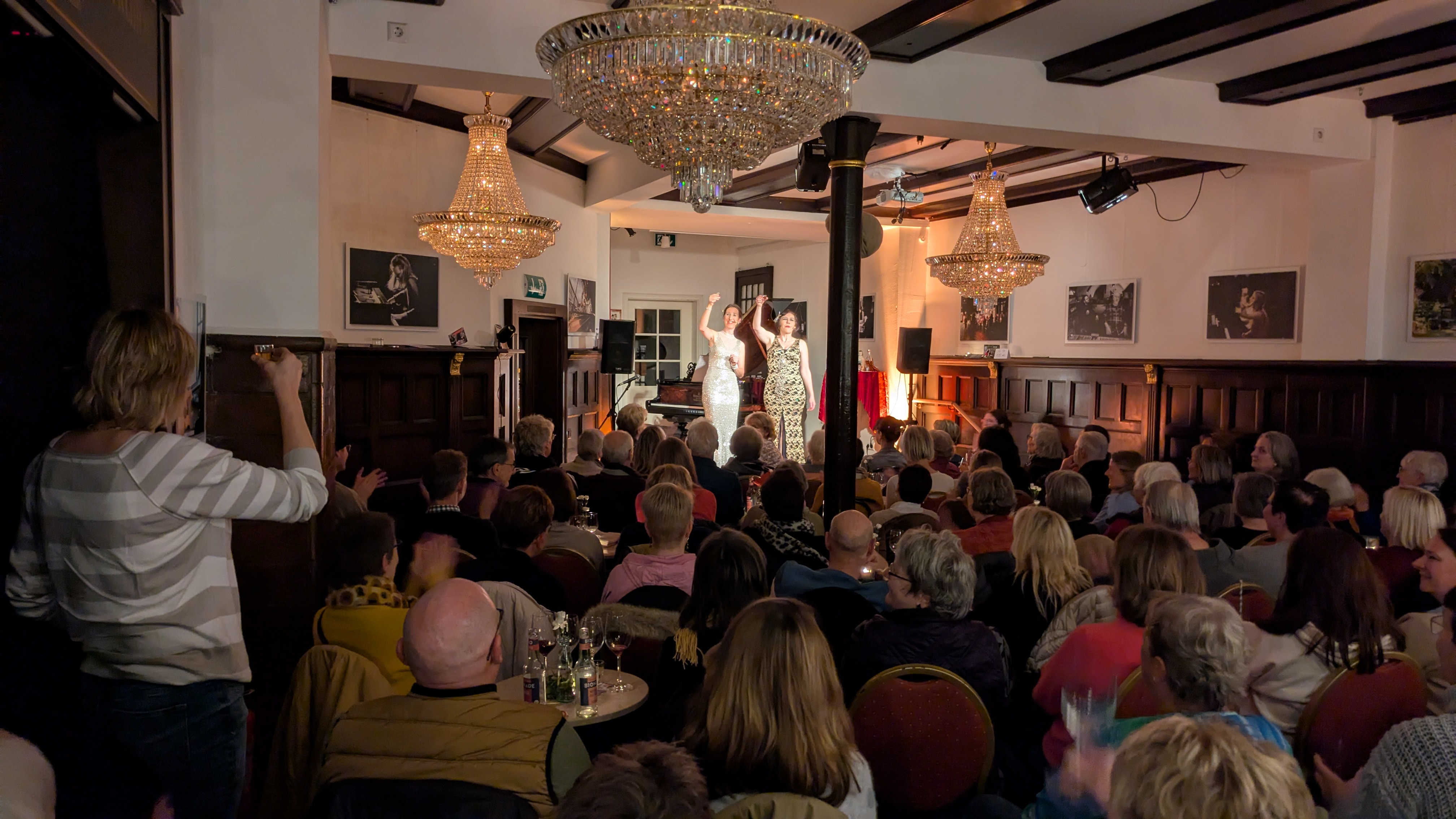
Konzertveranstaltung (2024)

In dem Haus befindet sich das Konzert- und Kulturhaus TangoBrücke, das im Jahr 2007 in dem historischen Fachwerkgebäude im Zentrum von Einbeck gegründet wurde.